# Lunga Marcia 2C
Lunga Marcia 2C (in cinese: 長征二号丙S, Chángzhēng èrhào bǐngP) è un lanciatore spaziale cinese. È stato sviluppato dall'Accademia cinese di tecnica dei lanciatori e il suo primo lancio è avvenuto il 9 settembre 1982. È un vettore a due stadi alimentato con tetraossido di diazoto e 1,1-dimetilidrazina ed è stato derivato dal Lunga Marcia 2A.
Sono state prodotte numerose varianti del lanciatore, tutte con un terzo stadio opzionale a propellente solido:
- 2C/SD — lanciatore spaziale commerciale in grado di trasportare due satelliti contemporaneamente
- 2C/SM — versione per piccoli satelliti in orbite alte
- 2C/SMA — versione migliorata del 2C/SM

Il 18 agosto 2011 un vettore Lunga Marcia 2C che trasportava il satellite Shijian XI-01 fallì durante il lancio. Ciò avvenne a causa di un malfunzionamento del meccanismo di connessione tra il motore numero 3 e il servocontrollo del secondo stadio, il che portò ad una perdita del controllo dell'assetto del secondo stadio.